# Роминешть (Вранча)
Роминешть, Роминешті (рум. Românești) — село у повіті Вранча в Румунії. Входить до складу комуни Ністорешть.
Село розташоване на відстані 160 км на північ від Бухареста, 41 км на захід від Фокшан, 113 км на північний захід від Галаца, 85 км на схід від Брашова.

## Населення
За даними перепису населення 2002 року у селі проживали 314 осіб, усі — румуни. Усі жителі села рідною мовою назвали румунську.